# Schmoldow

Schloss Schmoldow um 1910

Schmoldow ist ein Ortsteil der Gemeinde Bandelin im Landkreis Vorpommern-Greifswald.

## Geographie
Schmoldow liegt 2 km westlich von Bandelin direkt an der Bundesautobahn 20 und ist aber nur in 4 km über deren Anschlussstelle Gützkow erreichbar. Die Ortschaft verfügt über ein als Sackgasse ausgeführte Gemeindestraße als Zufahrt von der Autobahnüberführung bei Bandelin. Die Zufahrt ist eine alte Allee bis zum Schloss. Schmoldow liegt auf einer Hochfläche von 29 Meter über NHN, die zum Grenzgraben leicht abfällt. Auf dieser Fläche befindet sich der Flugplatz.

## Geschichte

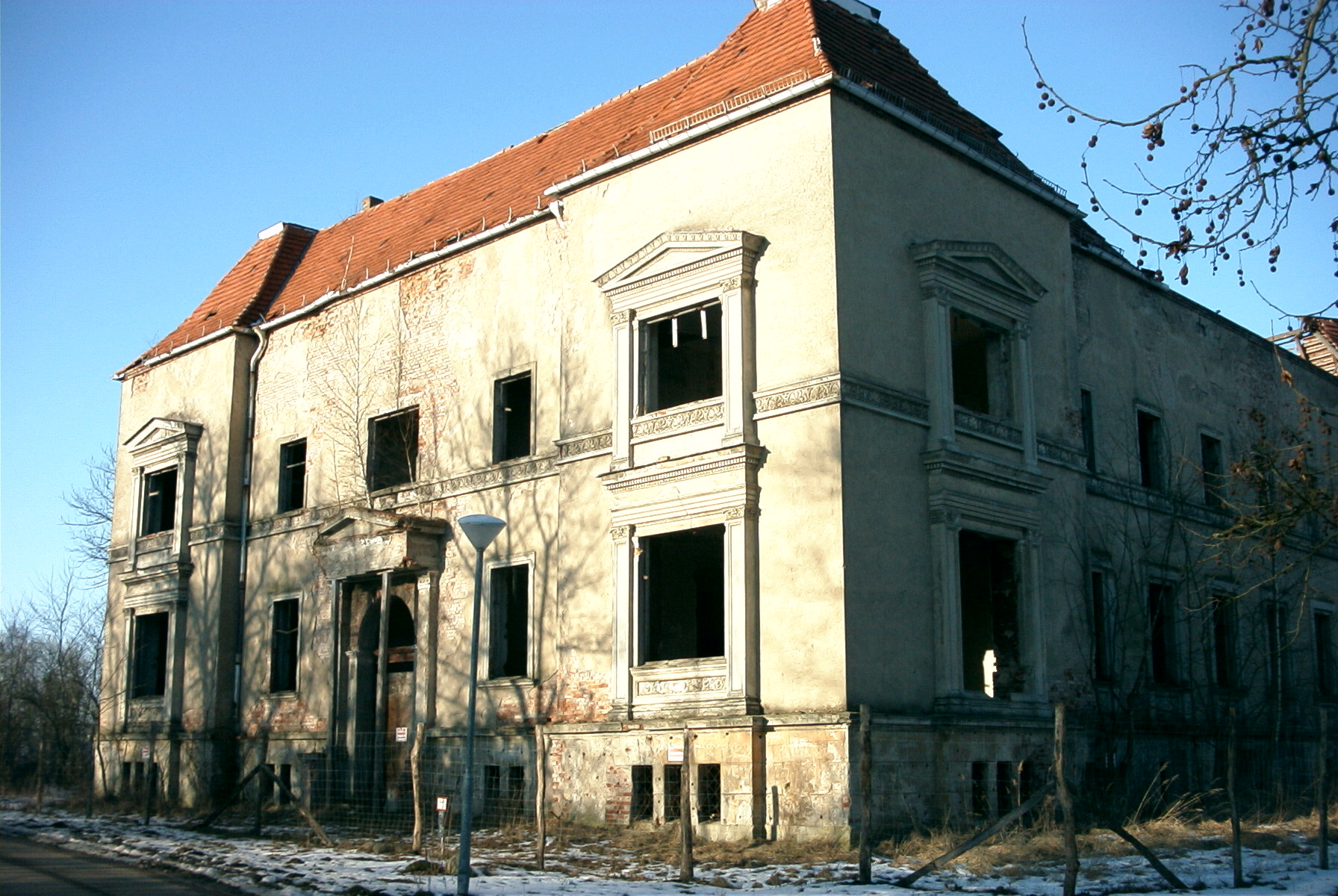
Gutshaus Schmoldow – Ruine 2003

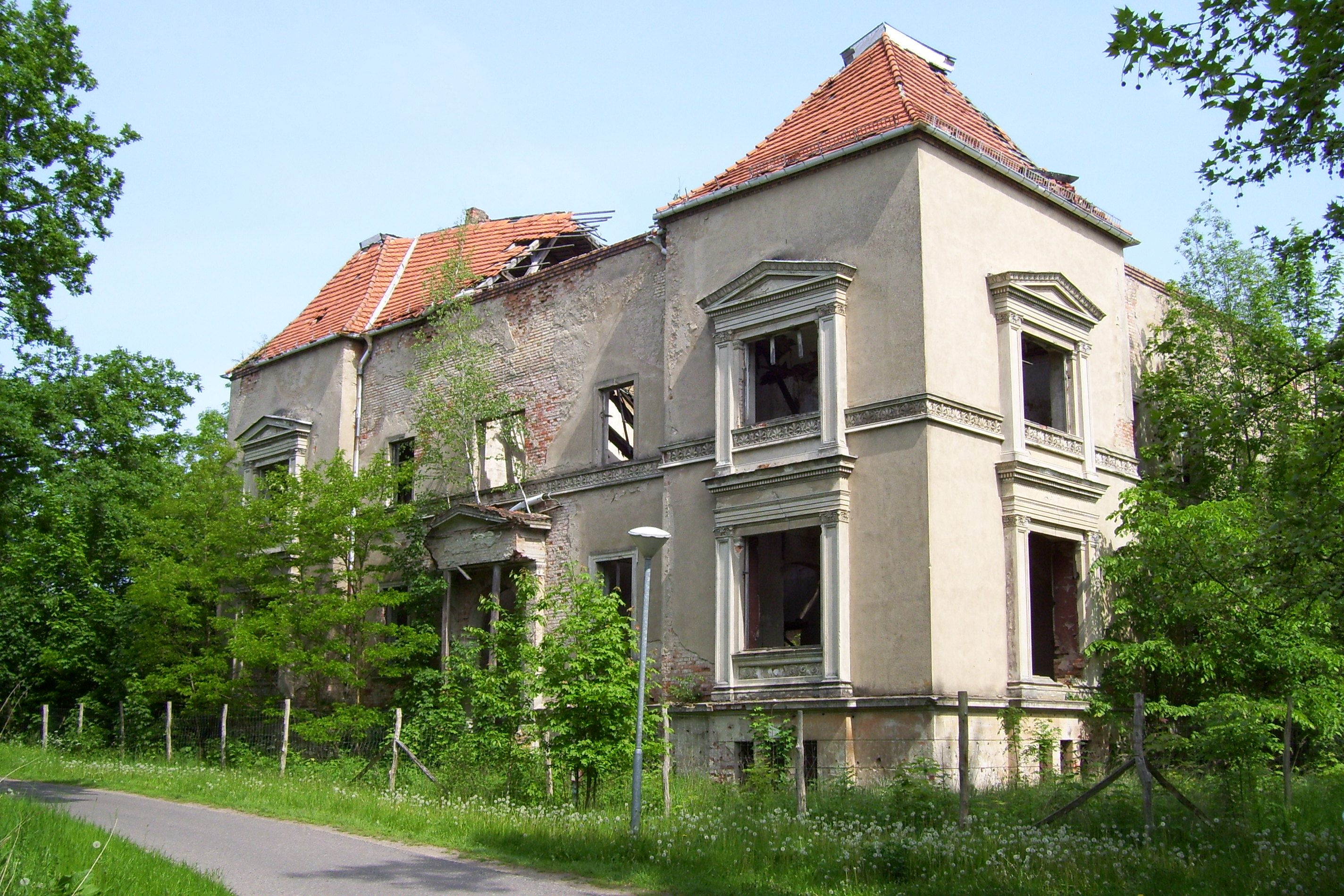
Ruine des Herrenhauses Schmoldow 2009

Der Ort geht auf eine slawische Ansiedlung zurück. Erstmals urkundlich erwähnt wurde der Ort 1343 als Smoldow. Im Lehnsbrief für die Familie von Behr 1491 wurde Smoldouw geschrieben. Während noch in der Schwedischen Landesaufnahme von 1694 die Schreibweise Smoldow verwendet wurde, wurde der Name schon 1632 „Schmoldow“ geschrieben. Der Ortsname wurzelt im slawischen Smol, was Harz oder Pech bedeutet.
Aus frühdeutscher Zeit stammt eine Turmhügelburg, die außerordentlich gut erhalten, aber kaum beachtet, gepflegt und ohne Hinweise ist. Bei Ausgrabungen am 17. Juni 1956 fand man noch die Fundamente dieser Anlage. Wertvoll an sich machte diese Grabung erst der Fund verschiedener Scherben aus wendischer Zeit in dem Boden, der unter der Lehmschicht des Turmhügels lag. Somit konnte festgestellt werden, dass der frühdeutsche Turmhügel auf einer alten wendischen Siedlung angelegt war. Aus frühdeutscher Zeit wurden auch Scherben und zwei Pfeilspitzen gefunden.
Auf dem Turmhügel liegen drei Spaltsteine ca. 80 bis 100 cm hoch mit Initialen der Familie von Behr, sie sind aus der Neuzeit. Bislang ist noch ungeklärt, welchen Zweck diese Steine dort hatten. In Vargatz gibt es ähnliche Steine, dort sind es vier im Park, sie gehörten ebenfalls der Familie von Behr.
Im 17. Jahrhundert bestand Schmoldow aus einer Holländerei, zwei Halbbauernhöfen und einer Schäferei. Besitzer war Wulffs Rudolf Behr. Der Landrat Gert Behr, wohnhaft in Bandelin, stellte Ansprüche. Sie wurden durch Herzog Bogislaw XIV. 1633 bestätigt. Zeitweilig war Schmoldow verpfändet, ca. 1694 an Corswandt, Bürger in Greifswald, auch Rittmeister von Schwerin hatte Pfandstücke in Besitz.
1819 kaufte Hans Ludwig Heinrich von Behr auf Schmoldow und Vargatz das Gut Pinnow mit den Pertinenzien Johannishof und Immenstedt. Seit 1837 war der königlich-preußische Kammerherr und seit 1857 Johanniter-Ordensritter in der Pommerschen Provinzial-Genossenschaft Friedrich Karl Gustav Felix von Behr im Besitz von Schmoldow, der das Gut von seinem Wohnsitz Vargatz aus bewirtschaftete. Er ließ zwischen 1864 und 1867 in Schmoldow ein Herrenhaus im Neorenaissancestil errichten, das sein neuer Wohnsitz wurde.
Hatte Schmoldow 1767 nur 36 Einwohner, waren es 1865 bereits 92. Gebäude waren 1865 vorhanden: 5 Wohn- und 11 Wirtschaftsgebäude.
Im Mai 1867 erhielt Friedrich von Behr in Paris auf der Weltausstellung den ersten Preis für das Modell des Arbeiterwohnhauses in Schmoldow. Insgesamt waren es drei Häuser, von denen noch eines im Original erhalten ist. In jedem Haus – Fachwerk auf Feldsteinsockel – gab es vier Wohnungen für die Tagelöhner bzw. Gutsarbeiter. Geplant war eine ähnliche Anlage wie in Bandelin mit Schule und Schulzenbüro, das kam aber nicht zur Ausführung, selbst das westliche Gebäude wurde bald abgerissen. Dafür entstanden westlich des Schlossneubaus modernere Gebäude, dort wohnten der Inspektor und der Jäger des Gutes, auch die Schäferei war dort eingerichtet.
Über die Bewirtschaftung des Gutes sind Angaben bei Vargatz zu finden, weil beide Güter gemeinsam bearbeitet wurden. Das Hauptgewicht wurde auf die Stammzucht in der Schäferei gelegt. Der Verkauf der Böcke, die überall zur Zucht begehrt waren, erbrachte guten Gewinn. Friedrich von Behr war seit 1872 auch Vorsitzender des Baltischen Zentralvereins für Bienenzucht, welcher Imkervereine des heutigen Vorpommerns (sowie von 1876 bis 1878 auch Imkervereine aus Mecklenburg) vereinigte.
Nach dem Tod Friedrichs von Behr 1892 wurde das Gut geteilt, Schmoldow erbte die Tochter Anna Julie Mathilde Helene Carola Charlotta (* 1865; † 1896), die seit dem 22. September 1885 mit dem Premier-Leutnant im 2. Brandenburgischen Dragoner-Regiment Nr. 12 in Gnesen, angehenden Generalstabsoffizier und nachmaligen General der Kavallerie Friedrich von Rauch (* 1855; † 1935) verheiratet war. Ihre Schwester, die mit General von Nolte verheiratet war, erhielt Vargatz. Anna und Friedrich von Rauch bewohnten das neu erbaute Gutshaus in Schmoldow. Die Erbin von Anna von Rauch, geb. von Behr, war ihre älteste Tochter Elisabeth von Rauch, die sich 1916 mit Kurt von Storch (* 1890; † 1965) verheiratete. Er bewirtschaftete das Gut selbst bis 1945 und war nach dem Krieg noch als landwirtschaftlicher Berater für die sowjetische Kreiskommandantur in Greifswald tätig. Als er 1946 das Schloss für Flüchtlinge und Vertriebene räumen sollte, verließ er mit seiner Familie die Sowjetische Besatzungszone. Im Jahr 1945 wurde Elisabeth von Storch, geb. von Rauch entschädigungslos enteignet. Das Land wurde unter Neubauern aufgeteilt, die sich 1959 zur LPG Typ I zusammenschlossen. 1965 erfolgte die Zusammenlegung mit Bandelin in Typ I. 1975/76 erfolgte dann die Umwandlung in Typ III, aufgeteilt in der LPG (T) Dargezin und der LPG (P) Gützkow.
Die Schafweide, ein sehr weiträumiger ebener Platz, wurde während des Zweiten Weltkrieges 1943 für militärische Zwecke beschlagnahmt und als Ausweichflugplatz für Tutow ausgebaut. Nach dem Krieg, als die Segelfliegerei wieder begann, wurde hier ein Ausbildungsflugplatz der Gesellschaft für Sport und Technik eingerichtet. Er ist noch heute ein wichtiger Platz des Segelflugsportes der Region.
Bis 1978 war das Gutshaus bewohnt, dann wurde es leergezogen. 1980 wurde die Sprengung des im Verfall befindlichen Gebäudes vorbereitet, jedoch wegen Widerspruchs seitens der Denkmalpflegebehörde nicht durchgeführt. Seitdem ist das Gebäude ungenutzt und verfällt. Immer mehr Gebäudeteile stürzen ein. Es ist ein Beispiel des natürlichen Verfalls eines aufgegebenen Gebäudes. Der umgebende Landschaftspark ist verwildert.
Schmoldow hatte am 31. Dezember 2014 41 Einwohner mit Hauptwohnung und 1 mit Nebenwohnung. Im Folgejahr hatte
Schmoldow 43 Einwohner mit Hauptwohnung und 1 mit Nebenwohnung.

## Sehenswürdigkeiten
- Turmhügelburg in Schmoldow, einer der besterhaltenen Turmhügel in Vorpommern, Besonderheit: drei Gedenksteine der Familie Behr
- Flugplatz Schmoldow

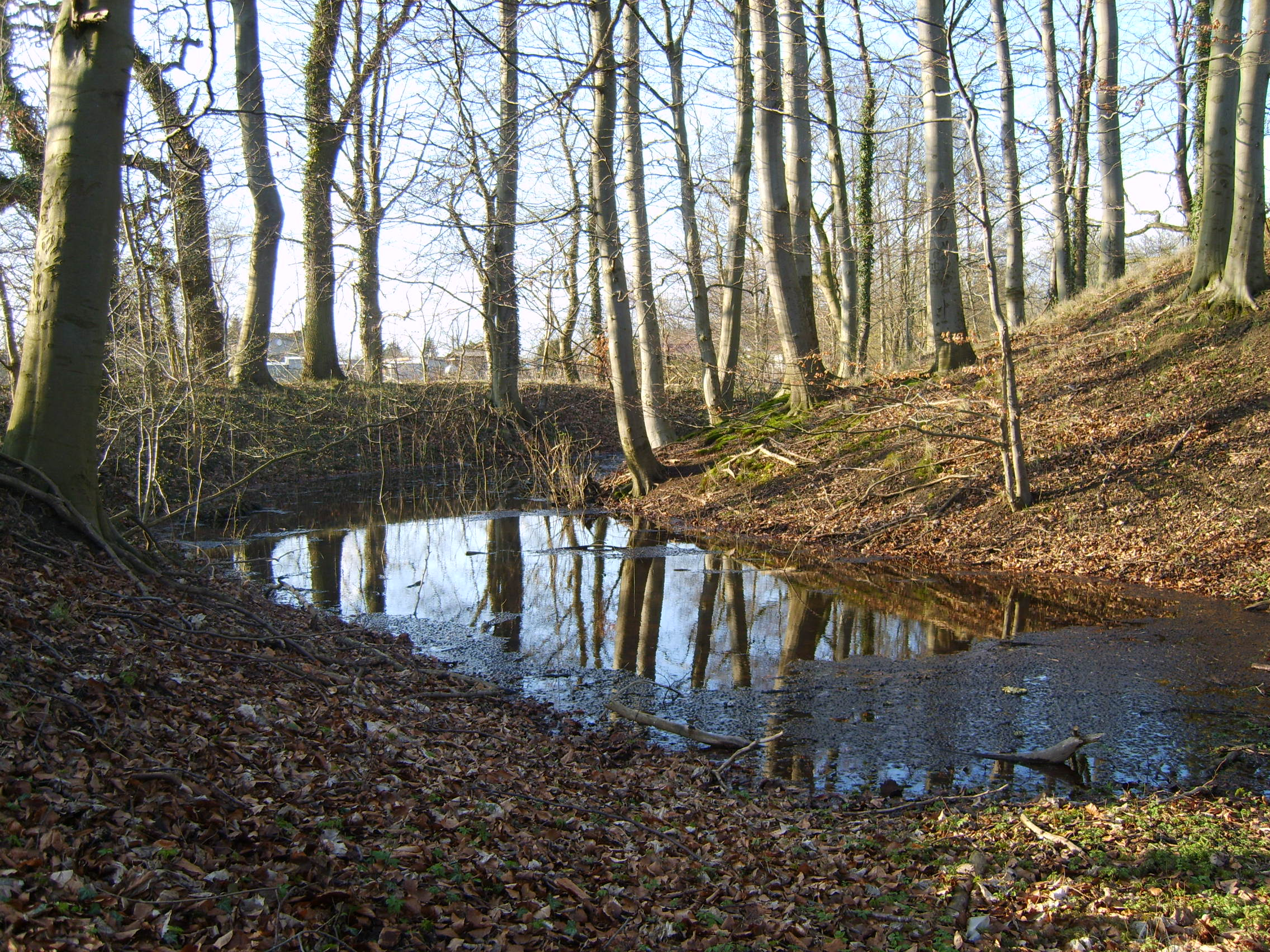
Turmhügelburg Schmoldow – Wall, Graben, Hügel
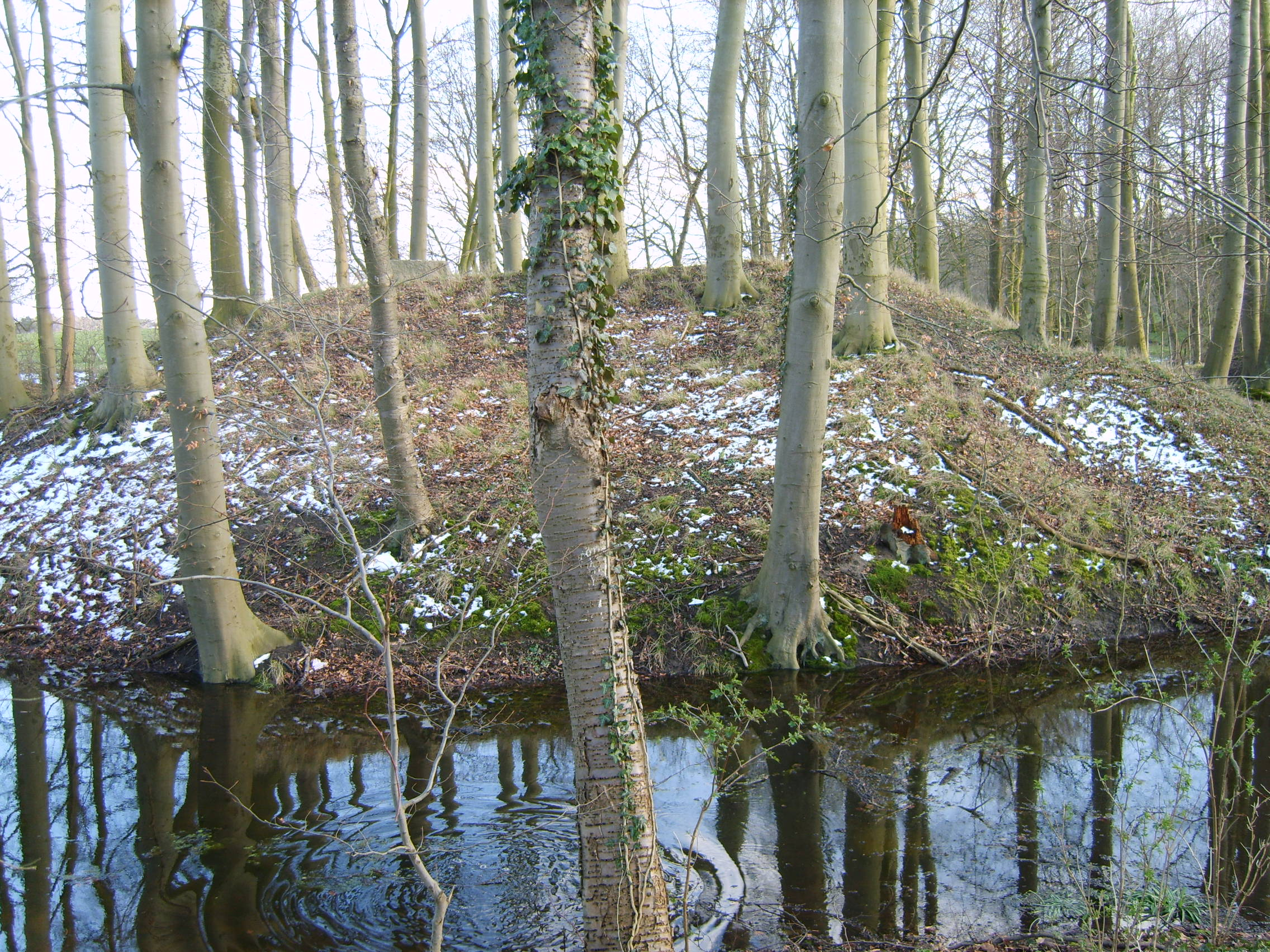
Zentraler Turmhügel von Schmoldow
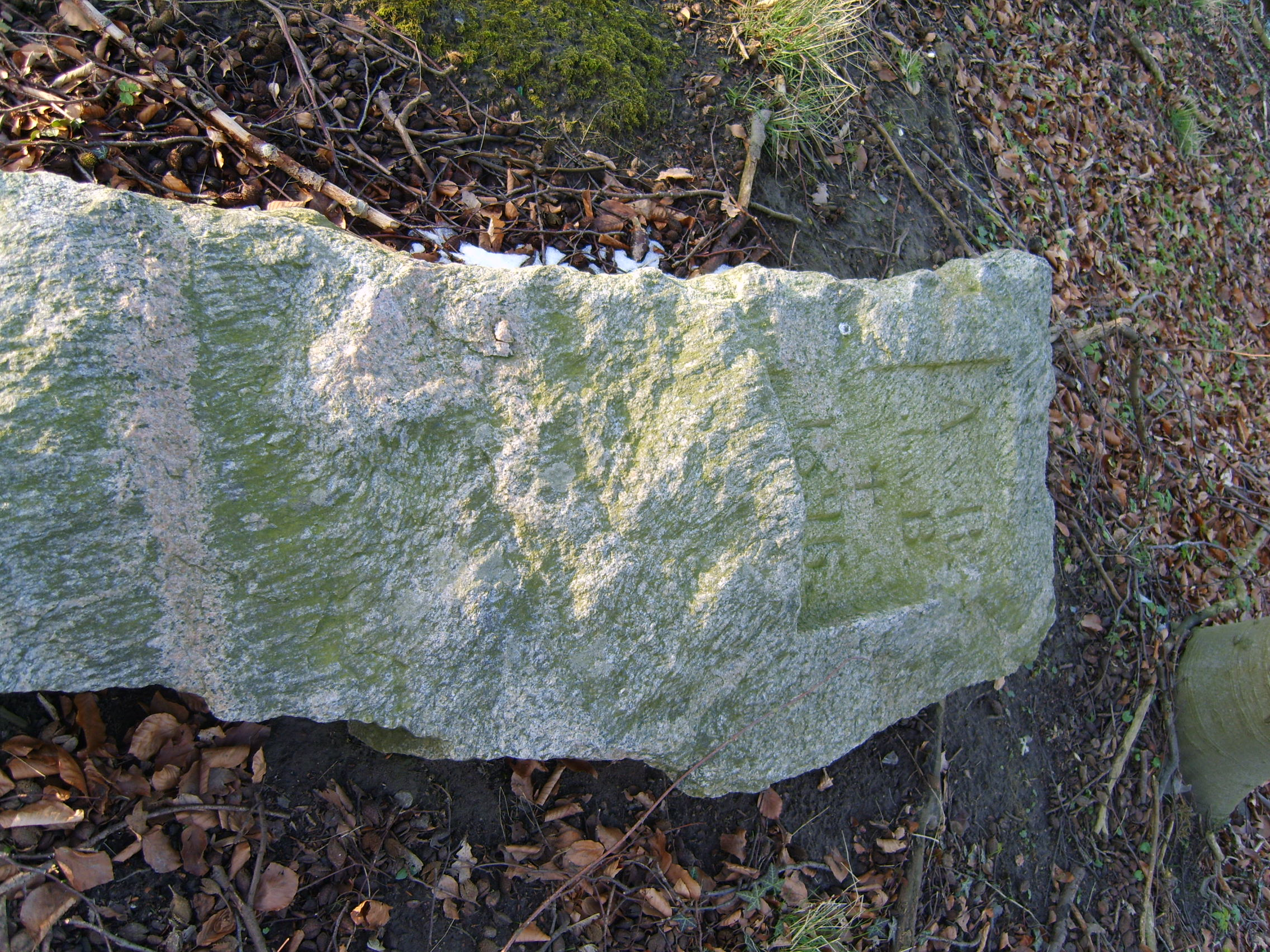
Gedenkstein der v. Behr auf Turmhügel Schmoldow
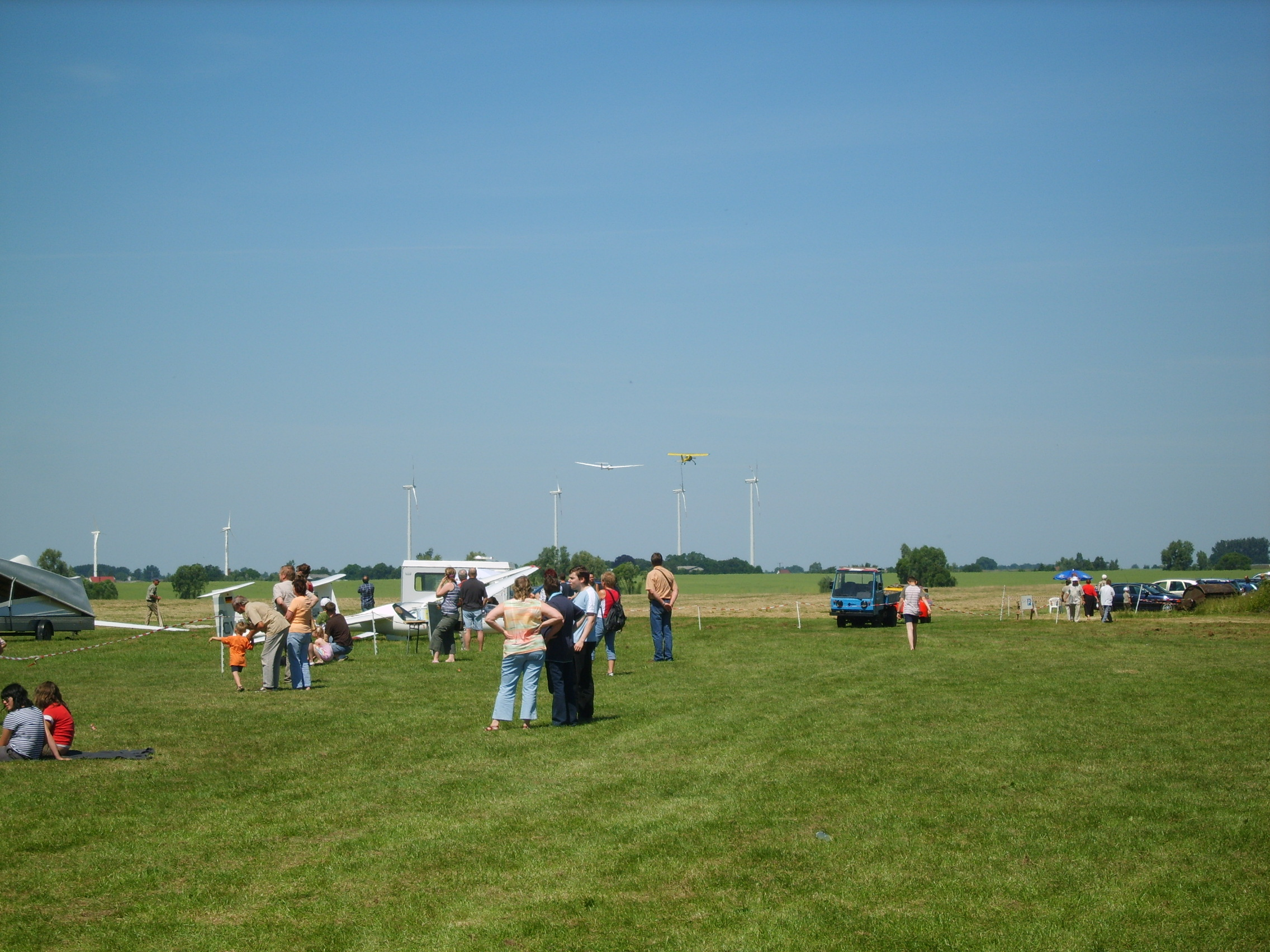
Flugplatzfest in Schmoldow
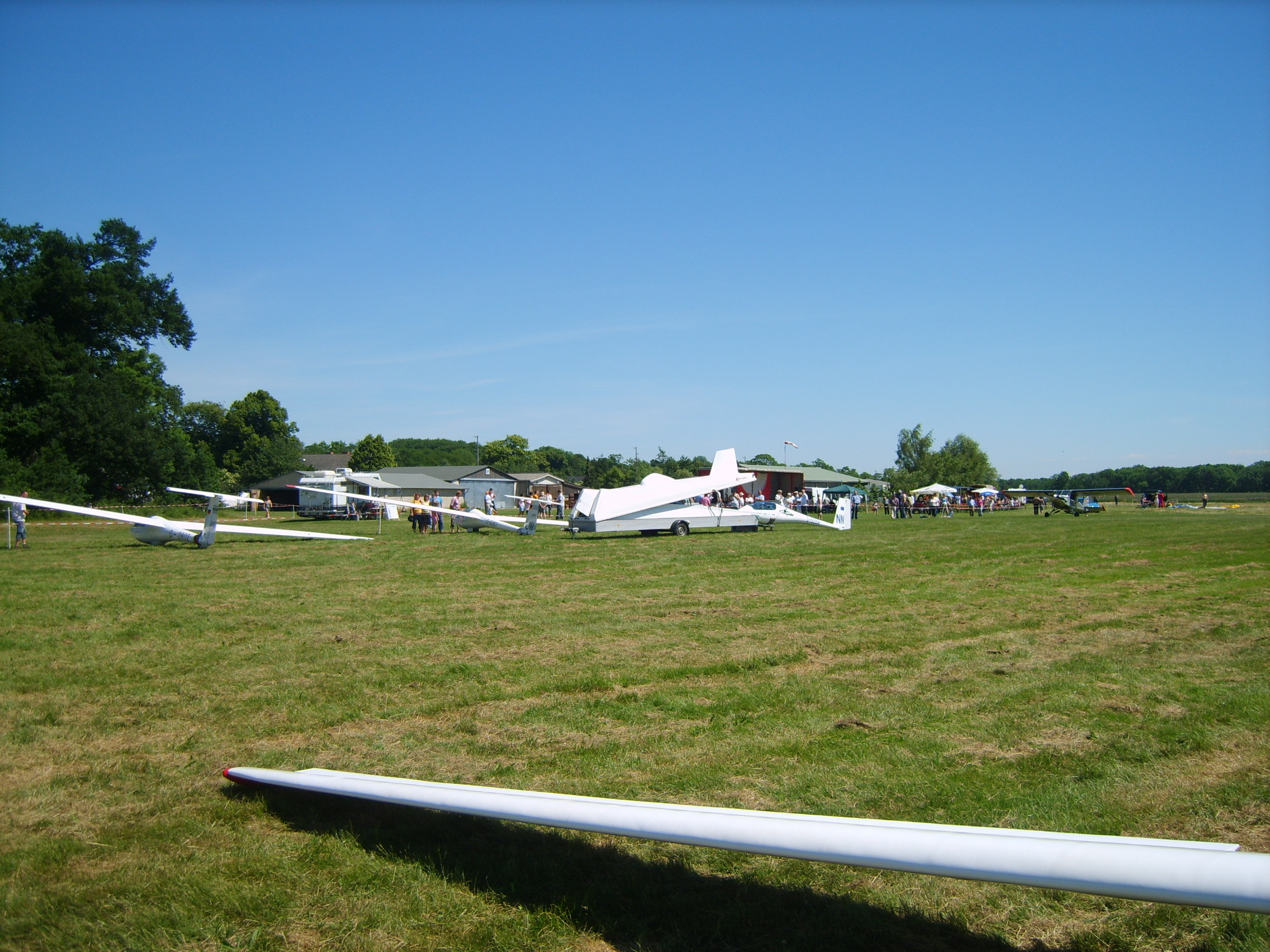
Flugplatz Schmoldow – Blick zu den Gebäuden